# ドナルド・ジャクソン
ドナルド・ジョージ・ジャクソン（Donald George Jackson 、1940年4月2日 - ）は、カナダのオンタリオ州オシャワ出身の男子フィギュアスケート選手。1960年スコーバレーオリンピック男子シングル銅メダリスト。1962年世界フィギュアスケート選手権優勝。

## 経歴
1956年、1957年、1958年カナダフィギュアスケート選手権で2位。
1958年、1959年世界フィギュアスケート選手権で2位。
1959年、1961年北米フィギュアスケート選手権で2回優勝。
1959年、1960年、1961年、1962年カナダフィギュアスケート選手権で4連覇した。
1960年スコーバレーオリンピックで銅メダル獲得。
1962年プラハで行われた世界フィギュアスケート選手権 男子シングルで、コンパルソリーフィギュア2位から、地元チェコスロバキア出身のカロル・ディビンをフリー演技で逆転して優勝した。フリー演技では、プログラム冒頭に3回転ルッツジャンプを世界で初めて成功させた。この演技で7人の審判員から6.0満点を獲得した。この3回転ルッツは、その後の12年間他の男子選手が成功できなかった。

## 主な戦績
| 大会/年      | 1955-56 | 1956-57 | 1957-58 | 1958-59 | 1959-60 | 1960-61 | 1961-62 |
| ------------ | ------- | ------- | ------- | ------- | ------- | ------- | ------- |
| オリンピック |         |         |         |         | 3       |         |         |
| 世界選手権   |         | 7       | 4       | 2       | 2       |         | 1       |
| 北米選手権   |         | 4       |         | 1       |         | 1       |         |
| カナダ選手権 | 2       | 2       | 2       | 1       | 1       | 1       | 1       |

## 受賞歴
- 1962年ルー・マーシュ賞受賞。
- 1977年世界フィギュアスケート殿堂表彰。
- 1997年カナダ勲章受章。

## 伝記
- George Gross著「Donald Jackson - King of Blades」 1977年